# Tchaj-wan na Letních olympijských hrách 1960
Tchaj-wan se účastnil Letní olympiády 1960 v italském Římě pod názvem Formosa. Zastupovalo ho 43 sportovců (35 mužů a 8 žen) v 8 sportech.

## Medailisté
| Medaile | Jméno            | Sport    | Soutěž         |
| ------- | ---------------- | -------- | -------------- |
| Stříbro | Yang Chuan-Kwang | Atletika | Muži desetiboj |